# Modus tollendo tollens
El modus tollendo tollens (latín: "el modo que, al negar, niega", conocido como modus tollens, negación del consecuente o ley de contraposición) es una forma de argumento válida y una regla de inferencia en lógica proposicional. Se puede resumir como "Si P implica Q, y Q no es cierto, entonces P no es cierto".  
El modus tollendo tollens es una aplicación de la verdad general de que, si una declaración es válida, también lo es su contraposición. La historia de la regla modus tollendo tollens se remonta a la antigüedad, siendo los estoicos los primeros en declarar explícitamente esta forma válida de argumento.
El modus tollendo tollens puede establecerse formalmente como: 
{\displaystyle {\begin{array}{cl}&P\to Q\\&\neg Q\\\hline \therefore &\neg P\\\end{array}}}
donde P → Q significa "P implica Q", ¬Q significa "no es el caso de que Q" ("no Q"), ¬P significa "no P". La regla es que cada vez que P → Q y ¬Q aparezcan por sí mismas en una línea de una prueba lógica, ¬P puede ser escrito válidamente en una línea subsiguiente. 

Un ejemplo simple de modus tollendo tollens es: 
{\displaystyle P\to Q}   Si el agua hierve, entonces soltará vapor.
{\displaystyle \neg Q} No suelta vapor.
{\displaystyle {\therefore \neg P}} Por lo tanto, no está hirviendo el agua.
En este caso, {\displaystyle P} es "el agua hierve", {\displaystyle Q} es "suelta vapor". Dado que {\displaystyle \neg Q}, es decir, "no suelta vapor", se puede concluir que {\displaystyle \neg P}, es decir, "el agua no hierve".
El modus tollendo tollens está estrechamente relacionado con otra forma de argumento válido, el modus ponendo ponens. Ambos están relacionados con dos formas no válidas de argumento o falacias: afirmación del consecuente y negación del antecedente.

## Notación formal
La regla del modus tollendo tollens puede escribirse de diversas formas.

### Modus tollendo tollensen notaciónsubsiguiente
{\displaystyle P\to Q,\neg Q\vdash \neg P}
donde {\displaystyle \vdash } es un símbolo metalógico que significa que {\displaystyle \neg P} es una consecuencia sintáctica de {\displaystyle P\to Q} y {\displaystyle \neg Q} en algún sistema lógico.

### Modus tollendo tollenscomo afirmación detautologíaverdad-funcional
Esta notación también es llamada teorema de la lógica proposicional. Se escribe:
{\displaystyle ((P\to Q)\land \neg Q)\to \neg P}
donde {\displaystyle P} y {\displaystyle Q} son proposiciones expresadas en algún sistema formal.

### Modus tollendo tollensincluyendo supuestos
Se escribe:
{\displaystyle {\frac {\Gamma \vdash P\to Q~~~\Gamma \vdash \neg Q}{\Gamma \vdash \neg P}}}
aunque dado que la regla no cambia el conjunto de suposiciones, esto no es estrictamente necesario.

### Escrituras más complejas
Muchas veces, se ven reescrituras más complejas que involucran modus tollendo, por ejemplo, en la teoría de conjuntos:
{\displaystyle P\subseteq Q}
{\displaystyle x\notin Q}
{\displaystyle \therefore x\notin P}
("P es un subconjunto de Q. x no está en Q. Por lo tanto, x no está en P.")
También en la lógica de predicados de primer orden:
{\displaystyle \forall x:~P(x)\to Q(x)}
{\displaystyle \exists x:~\neg Q(x)}
{\displaystyle \therefore \exists x:~\neg P(x)}
("Para todo x si x es P entonces x es Q. Existe algún x que no es Q. Por lo tanto, existe algún x que no es P.")
En sentido estricto no se trata de instancias de tollendo modus, pero podrán derivarse utilizando modus tollendo tollens utilizando algunas medidas adicionales.

## Explicación
El argumento tiene dos premisas. La primera premisa es un condicional o sentencia "si-entonces", por ejemplo, que si p entonces q. La segunda premisa es que no es el caso de q ("no q"). A partir de estas dos premisas, se puede concluir lógicamente que no es el caso de p ("no p").
Por ejemplo:
p1: Si el perro guardián detecta un intruso, el perro guardián ladra.
p2: El perro guardián no ladró.
C: Por lo tanto, el perro guardián no detectó ningún intruso.
Suponiendo que las premisas son verdaderas (el perro ladra si detecta un intruso, y de hecho no ladra), se deduce que ningún intruso ha sido detectado. Este es un argumento válido, ya que no es posible que la conclusión sea falsa si las premisas son verdaderas. (Es concebible que haya habido un intruso que el perro no detectó, pero eso no invalida el argumento; la primera premisa es "Si el perro detecta un intruso"). El hecho importante es que el perro detecta o no detecta un intruso, no si este existe o no.
Otro ejemplo:
p1: Si yo soy el asesino del hacha, entonces sé cómo usar un hacha.
p2: No sé cómo usar un hacha.
C: Por lo tanto, yo no soy el asesino del hacha.

## Relación con el modus ponens
Cada uso de modus tollendo tollens se puede convertir a un uso de modus ponens y un uso de la transposición de la premisa de que es una implicación material. Por ejemplo:
Si p, entonces q (premisa - implicación material)
Si no q, entonces no p. (derivado mediante transposición)
No q. (premisa) Por lo tanto, no p. (derivado por modus ponens)
Del mismo modo, cada uso de modus ponens se puede convertir a un uso de modus tollendo tollens y transposición.

## Justificación vía tabla de verdad
La validez del modus tollendo tollens puede demostrarse claramente a través de una tabla de verdad.
| p | q | ¬ p | ¬ q | p → q |
| - | - | --- | --- | ----- |
| V | V | F   | F   | V     |
| V | F | F   | V   | F     |
| F | V | V   | F   | V     |
| F | F | V   | V   | V     |

Como se evidencia en la tabla, no existe ejemplo de sustitución posible donde sus premisas sean verdaderas y su conclusión falsa, por lo tanto, el razonamiento es válido.

## Prueba formal

### Vía silogismo disyuntivo
| Paso | Proposición                    | Derivación                 |
| ---- | ------------------------------ | -------------------------- |
| 1    | {\displaystyle P\rightarrow Q} | Premisa                    |
| 2    | {\displaystyle \neg Q}         | Premisa                    |
| 3    | {\displaystyle \neg P\lor Q}   | Implicación material (1)   |
| 4    | {\displaystyle \neg P}         | Silogismo disyuntivo (2,3) |

### Víareductio ad absurdum
| Paso | Proposición                             | Derivación                          |
| ---- | --------------------------------------- | ----------------------------------- |
| 1    | {\displaystyle P\rightarrow \backsim Q} | Premisa                             |
| 2    | {\displaystyle \neg Q\rightarrow p}     | Premisa                             |
| 3    | {\displaystyle P\land \sim q}           | Asunción                            |
| 4    | {\displaystyle Q}                       | Modus ponens (1,3)                  |
| 5    | {\displaystyle p\land \neg r}           | Introducción de la conjunción (2,4) |
| 6    | {\displaystyle \neg P}                  | Reductio ad absurdum (3,5)          |